# Auténticos Tigres
Los Auténticos Tigres son el equipo representativo de fútbol americano de la Universidad Autónoma de Nuevo León, que participa en el máximo circuito de la Liga Mayor de la ONEFA. Fue fundado en 1945 por una iniciativa del entonces rector Dr. Enrique C. Livas, quien decidió invitar al Instituto Tecnológico de Estudios Superiores de Monterrey a un partido de exhibición, dando inicio de esta manera a una larga tradición que continúa actualmente.
El equipo ha obtenido cinco Campeonatos Nacionales de Liga Mayor, en los años de 1974* y 1977 bajo la tutela del legendario entrenador Cayetano Garza, y 2009, 2011 y 2012 comandados por el entrenador Pedro Morales. 
*Campeonato compartido con el ITESM

## Primer Partido Internacional
El 8 de septiembre de 2023 los auténticos tigres disputaron contra el el tecnológico de MTY su primer partido oficial para la onefa que se juega fuera del país, llevándose a cabo  en el NGR stadium estadio de los Houston Texans equipo de la NFL, este partido se celebró debido al 80’ aniversario de la fundación del Tec de MTY, El partido fue bastante reñido hasta el final. Las defensas jugaron un papel muy importante finalizando el partido AT 13 - 10 Tec MTY. Este partido sentó un presendente bastante importante para la ONEFA y para la Liga al ser el primer partido de temporada regular en disputarse fuera de México

## Resultados de los Clásicos Auténticos Tigres vs Borregos
I 20-11-1945 ITESM-MTY 7 UANL 12
II 19-01-1946 ITESM-MTY 7 UANL 13
III 14-12-1946 ITESM-MTY 6 UANL 18
IV 01-02-1947 ITESM-MTY 0 UANL 6
VI 18-10-1947 ITESM-MTY 14 UANL 25
VI 08-11-1947 ITESM-MTY 13 UANL 13
VII 20-12-1947 ITESM-MTY 20 UANL 7
VIII 14-02-1948 ITESM-MTY 18 UANL 13
IX 06-11-1948 ITESM-MTY 39 UANL 0
X 11-12-1948 ITESM-MTY 31 UANL 0
XI 05-11-1949 ITESM-MTY 33 UANL 19
XII 03-12-1949 ITESM-MTY 15 UANL 13
XIII 14-10-1950 ITESM-MTY 21 UANL 6
XIV 11-11-1950 ITESM-MTY 13 UANL 0
XV 08-12-1951 ITESM-MTY 26 UANL 7
XVI 29-11-1952 ITESM-MTY 0 UANL 25
XVII 05-12-1953 ITESM-MTY 6 UANL 7
XVIII 30-10-1954 ITESM-MTY 25 UANL 14
XIX 04-12-1954 ITESM-MTY 0 UANL 7
XX 12-11-1955 ITESM-MTY 7 UANL 7
XXI 10-12-1955 ITESM-MTY 13 UANL 21
XXII 20-10-1956 ITESM-MTY 20 UANL 33
XXIII 24-11-1956 ITESM-MTY 12 UANL 28
XXIV 30-10-1957 ITESM-MTY 24 UANL 12
XXV 22-11-1957 ITESM-MTY 14 UANL 26
XXVI 21-11-1958 ITESM-MTY 24 UANL 0
XXVII 06-11-1959 ITESM-MTY 6 UANL 14
XXVIII 19-11-1959 ITESM-MTY 14 UANL 44
XXIX 20-12-1959 ITESM-MTY 12 UANL 34
XXX 25-11-1960 ITESM-MTY 22 UANL 28
XXXI 29-09-1961 ITESM-MTY 26 UANL 14
XXXII 23-11-1961 ITESM-MTY 20 UANL 14
XXXIII 23-11-1962 ITESM-MTY 36 UANL 30
XXXIV 26-10-1962 ITESM-MTY 30 UANL 18
XXXV 22-11-1963 ITESM-MTY 14 UANL 6
XXXVI 30-10-1964 ITESM-MTY 38 UANL 34
XXXVII 20-10-1965 ITESM-MTY 12 UANL 18
XXXVIII 05-11-1966 ITESM-MTY 3 UANL 34
XXXIX  20-10-1967 ITESM-MTY 6 UANL 20
XL        20-09-1968 ITESM-MTY 23 UANL 36
XLI       04-10-1969 ITESM-MTY 14 UANL 29
XLII      08-11-1969 ITESM-MTY 12 UANL 28
XLIII     12-09-1970 ITESM-MTY 13 UANL 13
XLIV     21-11-1970 ITESM-MTY 13 UANL 26
XLV      04-09-1971 ITESM-MTY 19 UANL 6
XLVI     20-11-1971 ITESM-MTY 23 UANL 13
XLVII    14-10-1972 ITESM-MTY 27 UANL 0
XLVIII   06-10-1973 ITESM-MTY 7 UANL 9
XLIX   22-11-1974 ITESM-MTY 48 UANL 10
L        21-11-1975 ITESM-MTY 31 UANL 12
LI       20-11-1976 ITESM-MTY 17 UANL 14
LII      01-10-1977 ITESM-MTY 16 UANL 31
LIII     28-01-1989 ITESM-MTY 21 UANL 22
LIV     08-09-1989 ITESM-MTY 30 UANL 5
LV      07-09-1990 ITESM-MTY 14 UANL 20
LVI     25-08-1991 ITESM-MTY 7 UANL 15
LVII     01-11-1991 ITESM-MTY 18 UANL 25
LVIII    07-11-1992 ITESM-MTY 31 UANL 12
LIX      22-10-1993 ITESM-MTY 43 UANL 23
LX       21-10-1994 ITESM-MTY 40 UANL 21
LXI      22-09-1995 ITESM-MTY 31 UANL 0
LXII     20-09-1996 ITESM-MTY 15 UANL 0
LXIII    31-10-1997 ITESM-MTY 68 UANL 9
LXIV    30-10-1998 ITESM-MTY 24 UANL 22
LXV     06-11-1998 ITESM-MTY 30 UANL 6
LXVI    04-09-1999 ITESM-MTY 27 UANL 10
LXVII   01-09-2000 ITESM-MTY 40 UANL 15
LXVIII  07-09-2001 ITESM-MTY 42 UANL 10
LXIX    09-11-2001 ITESM-MTY 20 UANL 12
LXX     12-09-2002 ITESM-MTY 42 UANL 7
LXXI    15-11-2002 ITESM-MTY 34 UANL 7
LXXII    31-10-2003 ITESM-MTY 20 UANL 14 TE
LXXIII   07-11-2003 ITESM-MTY 31 UANL 16
LXXIV  29/10/2004 ITESM-MTY 17 UANL 18
LXXV   30/09/2005 ITESM-MTY 24 UANL 21
LXXVI  18/11/2005 ITESM-MTY 14 UANL 10
LXXVII  27/10/2006 ITESM-MTY 18 UANL 12
LXXVIII Temporada Regular 2007 UANL 14 - ITESM-MTY 41
LXXIX   Semifinal 2007 UANL 10 - ITESM-MTY 31
LXXX    Temporada Regular 2008 ITESM-MTY 35 - UANL 13
LXXXI   Temporada Regular 2008 UANL 13 - ITESM-MTY 37
LXXXII   Gran Final 2008 UANL 28 - ITESM-MTY 41
LXXXIII  16-08-2013 Exhibición ITESM-MTY 26  -  UANL 10
LXXXIV   15-08-2014 Exhibición UANL 7 - ITESM-MTY 19
LXXXV 15-08-2016 Temporada Regular UANL 31 - ITESM-MTY 28
LXXXVI 01-09-2017 ITESM-MTY 10 - UANL 21
LXXXVII 31-08-2018 ITESM-MTY 17 - UANL 7
LXXXIX  30-08-2019 ITESM-MTY 49 - UANL 16
04-11-2022 Temporada regular ITESM-MTY 6 - UANL 13